# Diosma apetala
Diosma apetala là một loài thực vật có hoa trong họ Cửu lý hương. Loài này được (Dummer) I.Williams mô tả khoa học đầu tiên năm 1974.